# Fontaine de Villers-Cotterêts
La fontaine de la Coquille est une fontaine située à Villers-Cotterêts, en France.

## Description
La fontaine de la Coquille de Villers-Cotterêts représente la tête, les pattes avant et les ailes d'un animal fabuleux, vu de face, encadré de dauphins et surmonté d'une immense coquille bordée de feuillage.

## Localisation
La fontaine est située sur la commune de Villers-Cotterêts, dans le département de l'Aisne, à l'intersection de la rue Demoustier et de la rue Tronchet.

## Historique
Cette fontaine a été exécutée par le sculpteur Charles Gilbert en 1872, en remplacement d'une fontaine de 1833 ; elle a cessé d'alimenter la ville en eau en 1929 (renseignements fournis par travaux historiques). La tête humaine qui l'ornait a été remplacée par une tête d'animal fabuleux au 20e siècle.
Le monument est inscrit au titre des monuments historiques en 1932.